# مايك مانلي
مايك مانلي (بالإنجليزية: Mike Manley)‏ هو عداء موانع ‏ أمريكي، ولد في 14 فبراير 1942 في واوسو في الولايات المتحدة.

## وصلات خارجية
- مايك مانلي على موقع أوليمبيديا (الإنجليزية)